# Elecciones estaduales de Minas Gerais de 1982
Las elecciones estatales en Minas Gerais en 1982 tuvieron lugar el 15 de noviembre como parte de las elecciones en 23 estados brasileños y los territorios federales de Amapá y Roraima. Fueron elegidos como gobernador Tancredo Neves, para vicegobernador Hélio García, como senador Itamar Franco; todos parte del Partido del Movimiento Democrático Brasileño (PMDB), 54 diputados federales y 78 estatales fueron elegidos en la primera elección directa para el Palácio da Liberdade desde la victoria de Israel Pinheiro del Partido Social Democrático (PSD) en 1965. Se observaron reglas como el empate en el voto, la subleyenda y la prohibición de coaliciones de partidos. Cabe señalar que los mineros residentes en el Distrito Federal eligieron a sus representantes de conformidad con la Ley N º 6091 de 15 de agosto de 1974.

## Candidatos

### Gobernador
| Gobernador           | Gobernador | Gobernador | Cargos anteriores                            | Vicegobernador             | Vicegobernador | Vicegobernador | Nª |
| Candidato            | Partido    | Partido    | Cargos anteriores                            | Candidato                  | Partido        | Partido        | Nª |
| -------------------- | ---------- | ---------- | -------------------------------------------- | -------------------------- | -------------- | -------------- | -- |
| Eliseu Resende       |            | PDS        | Ministro de Transportes (1979-1982)          | Bias Fortes                |                | PDS            | 1  |
| Theotônio dos Santos |            | PDT        | Sin cargo político anterior                  | Maria Felícia Macedo       |                | PDT            | 2  |
| Sandra Starling      |            | PT         | Sin cargo político anterior                  | Milton de Freitas Carvalho |                | PT             | 3  |
| Tancredo Neves       |            | PMDB       | Senador Federal por Minas Gerais (1979-1983) | Hélio Garcia               |                | PMDB           | 5  |

#### Biografía del Gobernador Electo
Abogado graduado en la Universidad Federal de Minas Gerais en 1932, Tancredo Neves fue fiscal y al año siguiente fue electo concejal en São João del-Rei hasta que el Estado Novo extinguió su mandato. Afiliado al Partido Social Democrático (PSD), fue elegido diputado estatal en 1947 y diputado federal en 1950, mandato del que salió para ser ministro de Justicia en el segundo gobierno Getúlio Vargas del Partido Laborista Brasileño (PTB), cargo que abandono tras el suicidio del presidente. Apoyó la candidatura de Juscelino Kubitschek del Partido Social Democrático (PSD) a la presidencia de la República en 1955 y en el mismo año Bias Fortes (PSD) ganó el gobierno de Minas Gerais. Gracias a los vínculos que mantuvo con los nombres en cuestión, fue director de la Cartera de Redescuento del Banco do Brasil y luego secretario de Hacienda de Minas Gerais. Derrotado por Magalhães Pinto parte de la Unión Democrática Nacional (UDN) cuando se postulaba para el gobierno del estado en 1960, fue presidente del Banco Nacional de Desarrollo Económico y Social por un breve período y volvió al mundo político cuando asumió como primer ministro en la fase parlamentaria del gobierno de João Goulart, pero renunció a tiempo para ser elegido diputado federal en 1962.
Luego del golpe de Estado de 1964 que derrocó a João Goulart y consagró el Régimen Militar de 1964, inició una nueva etapa en su carrera política al incorporarse al Movimiento Democrático Brasileño (MDB). Reelegido diputado federal en 1966, 1970 y 1974, ganó las elecciones para senador por la ley de lemas en 1978. Durante su mandato, se alió con Magalhães Pinto en la creación del Partido Popular para servir como "oposición moderada" a los militares, pero debido a una maniobra política que prohibía las coaliciones, el naciente partido se incorporó al PMDB ya través de él Tancredo Neves fue elegido gobernador de Minas Gerais en 1982. Su etapa al frente del Palácio da Liberdade terminó el 14 de agosto de 1984 cuando renunció y terminó asumiendo el vicegobernador Hélio García para postularse a la Presidencia de la República, siendo elegido el 15 de enero de 1985, sin embargo fue no prestó juramento por razones de salud y falleció el 21 de abril. Inmediatamente, José Sarney asumió la presidencia y gobernó durante cinco años.

#### Biografía del Vicegobernador Electo
Natural de Santo Antônio do Amparo, el abogado Hélio García se graduó en 1957 en la Universidad Federal de Minas Gerais y se dedicó a la agricultura. Miembro de la Unión Democrática Nacional (UDN), fue secretario general de la Federación de Agricultura del Estado de Minas Gerais. Elegido diputado estatal en 1962, Magalhães Pinto fue líder del gobierno, del que fue secretario de Justicia. Elegido diputado federal por ARENA en 1966, se retiró de la vida pública al término de su mandato. Presidente de la Caixa Econômica de Minas Gerais durante el gobierno de Aureliano Chaves, ganó otro mandato de diputado federal en 1978 e ingresó a las filas del Partido Popular, llegando a presidir el directorio estatal. Con la incorporación de su partido al PMDB, fue elegido vicegobernador de Minas Gerais en 1982. Una vez juramentado, se ausentó y fue nombrado alcalde de Belo Horizonte por Tancredo Neves en 1983, pero renunció al año siguiente para asumir el gobierno de Minas Gerais en lugar del titular.

### Senador Federal
| Gobernador               | Gobernador                                    | Gobernador | Cargos anteriores                            | Suplentes               | Suplentes | Suplentes | Nª |
| Candidato                | Partido                                       | Partido    | Cargos anteriores                            | Candidatos              | Partido   | Partido   | Nª |
| ------------------------ | --------------------------------------------- | ---------- | -------------------------------------------- | ----------------------- | --------- | --------- | -- |
| João Marques             |                                               | PDS        | Vicegobernador de Minas Gerais (1979-1983)   | Vasconcelos Costa       |           | PDS       | 10 |
| Fagundes Neto            | Diputado Federal por Minas Gerais (1971-1987) | PDS        | Obregon Gonçalves                            | 12                      |           | PDS       |    |
| Wilson Carneiro Vidigal  |                                               | PDT        | -                                            | Palmios Paixão Carneiro |           | PDT       | 20 |
| Wilson Carneiro Vidigal  | Ronaldo José Ladeira                          | PDT        | -                                            |                         |           | PDT       | 20 |
| Joaquim José de Oliveira |                                               | PT         | Sin cargo político anterior                  | José Raimundo Nahas     |           | PT        | 30 |
| Joaquim José de Oliveira | Adelia Batista Hernandez                      | PT         | Sin cargo político anterior                  |                         |           | PT        | 30 |
| Itamar Franco            |                                               | PMDB       | Senador Federal por Minas Gerais (1975-1990) | Edgar da Mata Machado   |           | PMDB      | 50 |
| Simão da Cunha           | Diputado Federal por Minas Gerais (1963-1969) | PMDB       | Fernando Taveira Campos                      | 52                      |           | PMDB      |    |

#### Biografía del Senador Electo
Radicado en Juiz de Fora desde la infancia, Itamar Franco es ingeniero civil y eléctrico, egresado de la Universidad Federal de Juiz de Fora . Nacido a bordo de un barco que transportaba cabotaje entre Salvador y Río de Janeiro, estaba registrado en la capital de Bahía. Afiliado al PTB y luego al MDB, fue elegido alcalde de Juiz de Fora en 1966 y 1972. Opositor político al Régimen Militar de 1964, renunció a su cargo y fue electo senador en 1974 y seis años después se incorporó al PMDB . Reelegido senador en 1982, fue excluido de la composición del gobierno de Minas Gerais tras la victoria de Tancredo Neves, pero votó por ese político en la elección presidencial indirecta de 1985 . Derrotado en la disputa por el Palácio da Liberdade vía PL en 1986, renunció al mandato luego de su elección como Vicepresidente de la República por el PRN en la candidatura de Fernando Collor en 1989.

#### Biografía del Suplente Electo
Dado la renuncia de Itamar Franco para asumir la Vicepresidencia de la República, el abogado Edgar da Mata Machado volvió a la política. Graduado en 1939 por la Universidad Federal de Minas Gerais, fue periodista y colaboró con O Globo, Correio da Manhã, Diário de Notícias y Tribuna da Imprensa . Encarcelado más de una vez durante el Estado Novo, ingresó a la UDN y fue designado Jefe de Gabinete por el Gobernador Milton Campos . Elegido diputado de estado en 1950, enseñó en la Pontificia Universidad Católica de Minas Gerais y en la Universidad Federal de Minas Gerais. Durante el gobierno de Magalhães Pinto, fue secretario interino de Educación y tuvo paso por los ministerios de Hacienda, Trabajo y Cultura, pero abandonó el poder cuando discrepó del régimen militar de 1964. Elegido diputado federal por el MDB en 1966, fue destituido por Acta Institucional Número Cinco el 17 de enero de 1969 y sus derechos políticos suspendidos por diez años. Candidato a senador por una subleyenda del PMDB en 1982, migró al PSDB después de seis años y fue efectivo en los umbrales del Gobierno de Collor .

## Resultados

### Gobernador
| Partido                   | Partido                   | Candidatos                | Votos     | %      |
| ------------------------- | ------------------------- | ------------------------- | --------- | ------ |
|                           | PMDB                      | Tancredo Neves            | 2.667.595 | 51,13  |
|                           | PDS                       | Eliseu Resende            | 2.424.197 | 46,47  |
|                           | PT                        | Sandra Starling           | 113.950   | 2,19   |
|                           | PDT                       | Theotônio dos Santos      | 11.160    | 0,21   |
|                           |                           |                           |           |        |
| Votos válidos             | Votos válidos             | Votos válidos             | 5.216.902 | 89,58  |
| Votos en blanco           | Votos en blanco           | Votos en blanco           | 459.479   | 7,89   |
| Votos nulos               | Votos nulos               | Votos nulos               | 147.160   | 2,53   |
| Total                     | Total                     | Total                     | 5.823.541 | 100,00 |
| Registrados/Participaciòn | Registrados/Participaciòn | Registrados/Participaciòn | 6.738.879 | 86,49  |

     Electo

### Senador Federal
| Partido                   | Partido                   | Candidatos                | Votos     | %      |
| ------------------------- | ------------------------- | ------------------------- | --------- | ------ |
|                           | Itamar Franco             | Itamar Franco             | 2.398.361 | 48,07  |
| Simão da Cunha            | Simão da Cunha            | 164.100                   | 3,29      |        |
| PMDB                      | PMDB                      | PMDB                      | 2.667.595 | 51,36  |
|                           | João Marques              | João Marques              | 1.174.027 | 23,53  |
| Fagundes Neto             | Fagundes Neto             | 1.135.095                 | 22,75     |        |
| PDS                       | PDS                       | PDS                       | 2.309.122 | 46,28  |
|                           | PT                        | Lysâneas Maciel           | 107.099   | 2,15   |
|                           | PDT                       | Leonel Brizola            | 10.400    | 0,21   |
|                           |                           |                           |           |        |
| Votos válidos             | Votos válidos             | Votos válidos             | 4.989.082 | 85,67  |
| Votos en blanco           | Votos en blanco           | Votos en blanco           | 658.409   | 11,31  |
| Votos nulos               | Votos nulos               | Votos nulos               | 176.050   | 3,02   |
| Total                     | Total                     | Total                     | 5.823.541 | 100,00 |
| Registrados/Participaciòn | Registrados/Participaciòn | Registrados/Participaciòn | 6.738.879 | 86,49  |

     Electo

## Diputados federales electos
Los candidatos electos se enumeran con información adicional de la Cámara de Diputados.
| Diputados federales electos | Partido | Votos   | Ciudad de origen           | Estado         |
| --------------------------- | ------- | ------- | -------------------------- | -------------- |
| Maurício Campos             | PDS     | 209.016 | Rio Pomba                  | Minas Gerais   |
| Nilton Veloso               | PDS     | 183.763 | Belo Horizonte             | Minas Gerais   |
| Manoel Costa Júnior         | PMDB    | 148.113 | Itanhandu                  | Minas Gerais   |
| José Aparecido              | PMDB    | 137.376 | São Sebastião do Rio Preto | Minas Gerais   |
| Sérgio Ferrara              | PMDB    | 119.876 | Belo Horizonte             | Minas Gerais   |
| José Ulisses                | PMDB    | 93.572  | Santo Antônio do Monte     | Minas Gerais   |
| Homero Santos               | PDS     | 92.809  | Uberlândia                 | Minas Gerais   |
| Sílvio Abreu Júnior         | PMDB    | 91.927  | Juiz de Fora               | Minas Gerais   |
| Ozanan Coelho               | PDS     | 89.787  | Ubá                        | Minas Gerais   |
| Carlos Cotta                | PMDB    | 88.182  | Dom Silvério               | Minas Gerais   |
| Renato Azeredo              | PMDB    | 87.805  | Sete Lagoas                | Minas Gerais   |
| Magalhães Pinto             | PDS     | 86.967  | Santo Antônio do Monte     | Minas Gerais   |
| Júnia Marise                | PMDB    | 85.925  | Belo Horizonte             | Minas Gerais   |
| Aníbal Teixeira             | PMDB    | 78.590  | Belo Horizonte             | Minas Gerais   |
| Luís Leal                   | PMDB    | 76.786  | Teófilo Otoni              | Minas Gerais   |
| Carlos Eloy                 | PDS     | 76.727  | Pompéu                     | Minas Gerais   |
| Gerardo Renault             | PDS     | 75.298  | Belo Horizonte             | Minas Gerais   |
| Leopoldo Bessone            | PMDB    | 74.562  | Belo Horizonte             | Minas Gerais   |
| Juarez Batista              | PMDB    | 70.957  | Uberaba                    | Minas Gerais   |
| Humberto Souto              | PDS     | 67.672  | Montes Claros              | Minas Gerais   |
| Mário Assad                 | PDS     | 66.885  | Manhuaçu                   | Minas Gerais   |
| Ronan Tito                  | PMDB    | 66.227  | Pratinha                   | Minas Gerais   |
| José Machado                | PDS     | 65.368  | Guanhães                   | Minas Gerais   |
| Rondon Pacheco              | PDS     | 65.051  | Uberlândia                 | Minas Gerais   |
| Mário de Oliveira           | PMDB    | 65.023  | Júlio Mesquita             | São Paulo      |
| Jorge Carone                | PMDB    | 64.774  | Visconde do Rio Branco     | Minas Gerais   |
| Christovam Chiaradia        | PDS     | 64.260  | Córrego do Bom Jesus       | Minas Gerais   |
| Oscar Corrêa Júnior         | PDS     | 63.928  | Belo Horizonte             | Minas Gerais   |
| Jairo Magalhães             | PDS     | 63.080  | Serro                      | Minas Gerais   |
| Antônio Dias                | PDS     | 62.871  | Montes Claros              | Minas Gerais   |
| Vicente Guabiroba           | PDS     | 62.865  | Itamarandiba               | Minas Gerais   |
| Paulino Cícero              | PDS     | 62.202  | São Domingos do Prata      | Minas Gerais   |
| Cássio Gonçalves            | PMDB    | 60.472  | Itaúna                     | Minas Gerais   |
| Aécio Cunha                 | PDS     | 60.411  | Teófilo Otoni              | Minas Gerais   |
| Carlos Mosconi              | PMDB    | 59.878  | Andradas                   | Minas Gerais   |
| Jorge Ferraz                | PMDB    | 59.204  | Belo Horizonte             | Minas Gerais   |
| Raul Belém                  | PMDB    | 59.122  | Araguari                   | Minas Gerais   |
| Navarro Vieira Filho        | PDS     | 57.797  | Botelhos                   | Minas Gerais   |
| Milton Reis                 | PMDB    | 57.588  | Pouso Alegre               | Minas Gerais   |
| Ronaldo Canedo              | PDS     | 54.689  | Muriaé                     | Minas Gerais   |
| Castejon Branco             | PDS     | 52.190  | Monte Santo de Minas       | Minas Gerais   |
| Wilson Vaz                  | PMDB    | 51.912  | Colatina                   | Espírito Santo |
| Pimenta da Veiga            | PMDB    | 48.987  | Belo Horizonte             | Minas Gerais   |
| José Carlos Fagundes        | PDS     | 48.348  | Juiz de Fora               | Minas Gerais   |
| Bonifácio de Andrada        | PDS     | 47.767  | Barbacena                  | Minas Gerais   |
| João Herculino              | PMDB    | 47.590  | Sete Lagoas                | Minas Gerais   |
| Israel Pinheiro Filho       | PDS     | 47.399  | Belo Horizonte             | Minas Gerais   |
| Jorge Vargas                | PMDB    | 46.601  | Paracatu                   | Minas Gerais   |
| Luiz Baccarini              | PMDB    | 46.473  | São João del-Rei           | Minas Gerais   |
| Raul Bernardo               | PDS     | 46.267  | Belo Horizonte             | Minas Gerais   |
| José Mendonça de Morais     | PMDB    | 45.899  | Tiros                      | Minas Gerais   |
| Emílio Gallo                | PDS     | 45.175  | Jaguaraçu                  | Minas Gerais   |
| Melo Freire                 | PMDB    | 44.647  | Passos                     | Minas Gerais   |
| Luiz Dulci                  | PT      | 23.524  | Santos Dumont              | Minas Gerais   |

#### Por Partido/Federación
| Nª                        | Partido                                            | Votos     | %      | Escaños | ±           |
| ------------------------- | -------------------------------------------------- | --------- | ------ | ------- | ----------- |
| 5                         | Partido del Movimento Democrático Brasileño (PMDB) | 2.456.638 | 50,32  | 27      | 7           |
| 1                         | Partido Democrático Social (PDS)                   | 2.311.738 | 47,34  | 26      | 6           |
| 3                         | Partido de los Trabajadores (PT)                   | 104.694   | 2,14   | 1       | Nuevo       |
| 2                         | Partido Democrático Laborista (PDT)                | 9.947     | 0,20   | 0       | Nuevo       |
|                           |                                                    |           |        |         |             |
| Votos válidos             | Votos válidos                                      | 4.883.017 | 83,85  |         |             |
| Votos en blanco           | Votos en blanco                                    | 704.738   | 12,10  |         |             |
| Votos nulos               | Votos nulos                                        | 235.786   | 4,05   |         |             |
| Total                     | Total                                              | 5.823.541 | 100,00 | 54      | Sin cambios |
| Registrados/Participación | Registrados/Participación                          | 6.738.879 | 86,94  |         |             |

## Diputados estatales electos
78 diputados estatales fueron elegidos para la Asamblea Legislativa de Minas Gerais.
| Diputados estatales electos | Partido | Votos  | Ciudad de origen       | Estado         |
| --------------------------- | ------- | ------ | ---------------------- | -------------- |
| Eurípedes Craide            | PMDB    | 66.748 | Conquista              | Minas Gerais   |
| José Laviola                | PDS     | 66.556 | Muriaé                 | Minas Gerais   |
| José Santana de Vasconcelos | PDS     | 62.687 | Alvinópolis            | Minas Gerais   |
| Maurício Pádua              | PMDB    | 56.080 |                        |                |
| João Pedro Gustin           | PDS     | 55.901 | Araraquara             | São Paulo      |
| Luiz Alberto Rodrigues      | PMDB    | 55.779 | Morrinhos              | Goiás          |
| Genésio Bernardino          | PMDB    | 55.489 | Mutum                  | Minas Gerais   |
| Nilson Gontijo              | PMDB    | 51.356 | Bom Despacho           | Río de Janeiro |
| Gil César                   | PDS     | 50.269 | Juiz de Fora           | Minas Gerais   |
| Raimundo Albergaria         | PDS     | 49.645 |                        |                |
| Cleuber Carneiro            | PDS     | 48.341 | Paratinga              | Minas Gerais   |
| Geraldo Ribeiro             | PMDB    | 47.910 |                        |                |
| Álvaro Antônio              | PMDB    | 47.110 | Belo Horizonte         | Minas Gerais   |
| Milton Lima                 | PMDB    | 46.549 | Araguari               | Minas Gerais   |
| Milton Sales                | PDS     | 45.597 | Paraisópolis           | Minas Gerais   |
| João Pinto Ribeiro          | PMDB    | 45.556 | Belo Vale              | Minas Gerais   |
| Euclides Cintra             | PDS     | 44.926 |                        |                |
| Petrônio Matias             | PMDB    | 44.061 |                        |                |
| Paulo Ferraz                | PMDB    | 43.863 |                        |                |
| Ziza Valadares              | PMDB    | 43.846 | Belo Horizonte         | Minas Gerais   |
| Domingos Lanna              | PDS     | 41.821 | Rio Casca              | Minas Gerais   |
| Juarez Hosken               | PDS     | 41.808 |                        |                |
| Humberto de Almeida         | PDS     | 41.246 | Cássia                 | Minas Gerais   |
| Clodesmidt Riani            | PMDB    | 39.919 | Rio Casca              | Minas Gerais   |
| Roberto Luiz Soares         | PDS     | 39.111 | Visconde do Rio Branco | Minas Gerais   |
| Geraldo da Costa Pereira    | PMDB    | 39.003 | Divinópolis            | Minas Gerais   |
| José Pereira da Silva       | PMDB    | 38.751 |                        |                |
| Camilo Machado              | PDS     | 38.576 | Abadia dos Dourados    | Minas Gerais   |
| João Ferraz                 | PDS     | 38.254 |                        |                |
| Kemil Kumaira               | PMDB    | 38.112 | Teófilo Otoni          | Minas Gerais   |
| Marcos Cunha Peixoto        | PDS     | 37.978 |                        |                |
| Dalton Canabrava            | PMDB    | 37.593 | Curvelo                | Minas Gerais   |
| João Navarro                | PDS     | 37.326 | Barbacena              | Minas Gerais   |
| Fernando Junqueira          | PDS     | 37.231 | Belo Horizonte         | Minas Gerais   |
| José Bonifácio Filho        | PDS     | 37.040 | Belo Horizonte         | Minas Gerais   |
| Antônio Alves de Araújo     | PMDB    | 36.557 | Curvelo                | Minas Gerais   |
| José Geraldo                | PDS     | 36.436 | Belo Horizonte         | Minas Gerais   |
| Sérgio Emílio               | PMDB    | 36.254 | Conselheiro Lafaiete   | Minas Gerais   |
| Sylo Costa                  | PDS     | 35.417 | Uberlândia             | Minas Gerais   |
| José Maria Chaves           | PMDB    | 34.947 | Poços de Caldas        | Minas Gerais   |
| Paulo Araújo                | PDS     | 34.732 | Unaí                   | Minas Gerais   |
| Artur Fagundes              | PDS     | 34.510 | Montes Claros          | Minas Gerais   |
| José Maria Borges           | PMDB    | 34.488 | Esmeraldas             | Minas Gerais   |
| Samir Tannus                | PDS     | 33.706 | Prata                  | Minas Gerais   |
| Ademir Lucas                | PMDB    | 33.547 | Esmeraldas             | Minas Gerais   |
| José da Conceição           | PMDB    | 33.153 | Montes Claros          | Minas Gerais   |
| Geraldo Pereira Sobrinho    | PMDB    | 33.070 | Belo Horizonte         | Minas Gerais   |
| Alcyr Nascimento            | PDS     | 32.754 | Contagem               | Minas Gerais   |
| Ferraz Caldas               | PMDB    | 32.650 | Pedralva               | Minas Gerais   |
| Delfim Ribeiro              | PDS     | 32.495 | Patrocínio do Muriaé   | Minas Gerais   |
| Roberto Junqueira           | PDS     | 32.267 | Poços de Caldas        | Minas Gerais   |
| Dênio Moreira               | PDS     | 32.054 | Juiz de Fora           | Minas Gerais   |
| Ronaldo Carvalho            | PMDB    | 31.400 | Santa Rita do Sapucaí  | Minas Gerais   |
| Vera Coutinho               | PMDB    | 31.207 | Formiga                | Minas Gerais   |
| Fernando Rainho             | PDS     | 31.106 | Belo Horizonte         | Minas Gerais   |
| Elmo Braz                   | PMDB    | 31.049 | Descoberto             | Minas Gerais   |
| Luiz Vicente                | PDS     | 30.915 | Guaxupé                | Minas Gerais   |
| Agostinho Patrus            | PDS     | 30.536 | Belo Horizonte         | Minas Gerais   |
| Paulo Almada                | PMDB    | 30.014 | Dores do Rio Preto     | Espírito Santo |
| Sílvio Mitre                | PMDB    | 29.873 | Oliveira               | Minas Gerais   |
| Jaime Martins               | PDS     | 29.695 | Nova Serrana           | Minas Gerais   |
| Raimundo Rezende            | PMDB    | 29.477 | Diamantina             | Minas Gerais   |
| Manoel Conegundes           | PMDB    | 29.468 | Bananeiras             | Minas Gerais   |
| Mendes Barros               | PMDB    | 29.042 | Nova Era               | Minas Gerais   |
| Jairo Magalhães Alves       | PMDB    | 28.911 | Cabo Verde             | Minas Gerais   |
| Mário Pacheco               | PDS     | 28.690 | Belo Horizonte         | Minas Gerais   |
| Neif Jabur                  | PMDB    | 28.302 | Passos                 | Minas Gerais   |
| Wainer Ávila                | PMDB    | 28.073 | São João del-Rei       | Minas Gerais   |
| Antônio Faria               | PMDB    | 27.869 | Belo Horizonte         | Minas Gerais   |
| Armando Costa               | PMDB    | 27.725 | Felixlândia            | Minas Gerais   |
| Narcélio Mendes             | PDS     | 27.445 | Rio Pomba              | Minas Gerais   |
| Felipe Neri                 | PMDB    | 27.362 | Ponte Nova             | Minas Gerais   |
| Cyro Maciel                 | PDS     | 27.041 | Piranga                | Minas Gerais   |
| Otacílio Miranda            | PDS     | 26.247 | Lagoa da Prata         | Minas Gerais   |
| Jésus Trindade              | PDS     | 26.182 | Barra Longa            | Minas Gerais   |
| João Batista Rosa           | PDS     | 25.928 | Estiva                 | Minas Gerais   |
| Hugo Gontijo                | PMDB    | 25.696 | Bom Despacho           | Minas Gerais   |
| Mares Guia                  | PT      | 12.771 | Santa Bárbara          | Minas Gerais   |

#### Por Partido/Federación
| Nª                        | Partido                                            | Votos     | %      | Escaños | ±     |
| ------------------------- | -------------------------------------------------- | --------- | ------ | ------- | ----- |
| 5                         | Partido del Movimento Democrático Brasileño (PMDB) | 2.405.546 | 50,39  | 40      | 2     |
| 1                         | Partido Democrático Social (PDS)                   | 2.256.164 | 47,26  | 37      | 8     |
| 3                         | Partido de los Trabajadores (PT)                   | 102.125   | 2,14   | 1       | Nuevo |
| 2                         | Partido Democrático Laborista (PDT)                | 10.017    | 0,21   | 0       | Nuevo |
|                           |                                                    |           |        |         |       |
| Votos válidos             | Votos válidos                                      | 4.773.852 | 81,97  |         |       |
| Votos en blanco           | Votos en blanco                                    | 773.799   | 13,29  |         |       |
| Votos nulos               | Votos nulos                                        | 275.890   | 4,74   |         |       |
| Total                     | Total                                              | 5.823.541 | 100,00 | 78      | 7     |
| Registrados/Participación | Registrados/Participación                          | 6.738.879 | 86,94  |         |       |